# Campo dei Frari
 (octobre 2024).
Si vous disposez d'ouvrages ou d'articles de référence ou si vous connaissez des sites web de qualité traitant du thème abordé ici, merci de compléter l'article en donnant les références utiles à sa vérifiabilité et en les liant à la section « Notes et références ».
Le Campo dei Frari est une place de Venise, située dans le quartier de San Polo, entre le Campo San Tomà et le Campo San Stin.
Le campo tire son nom du lieu de l'antique présence sur le site des ordres mineurs, dont ceux des vénitiens Frari.

## Description
Le Campo dei Frari est l'un des plus importants et populaires campi de la ville lagunaire, par la présence du complexe de la Basilique Santa Maria Gloriosa dei Frari, l'un des plus grands édifices religieux de Venise, contenant des œuvres fondamentales de la Renaissance, comme les deux toiles de Titien.
La place est disposée en L, occupant la zone adjacente à la gauche de l'église et donnant sur sa façade.
Sur le campo est présent un puits, près du côté le plus proche du campanile de l'église.

## Images

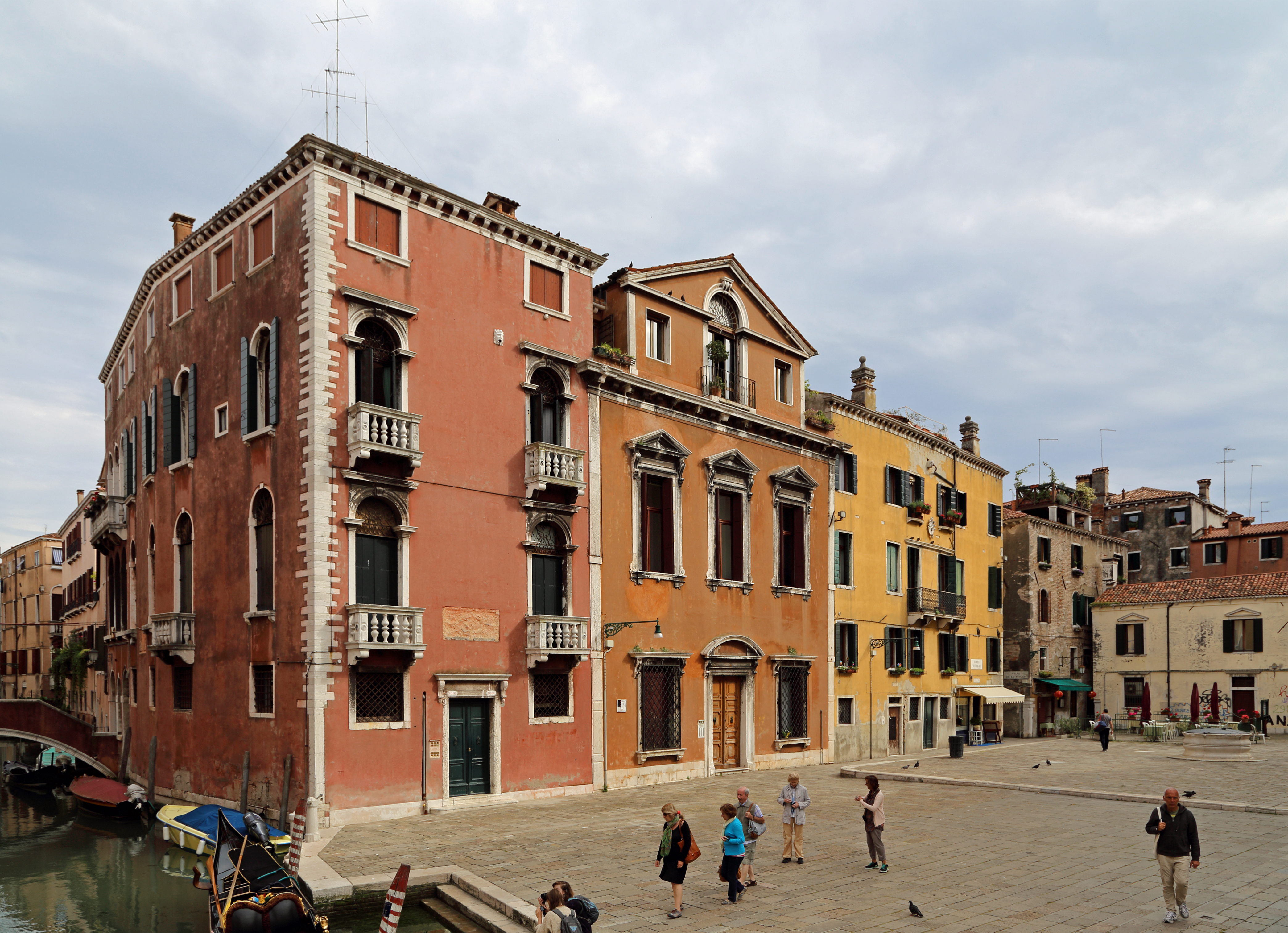
La place
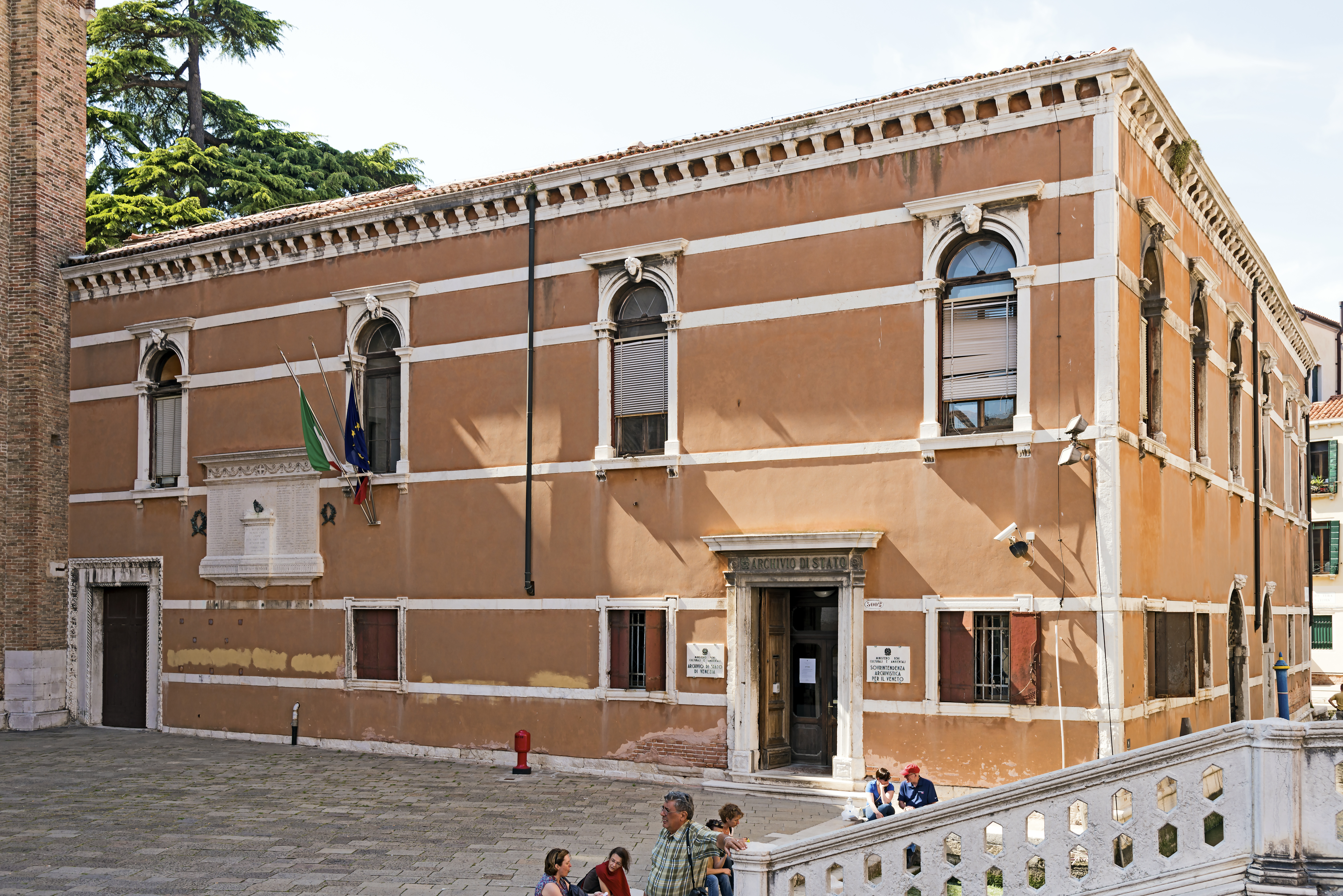
Archives d'Etat
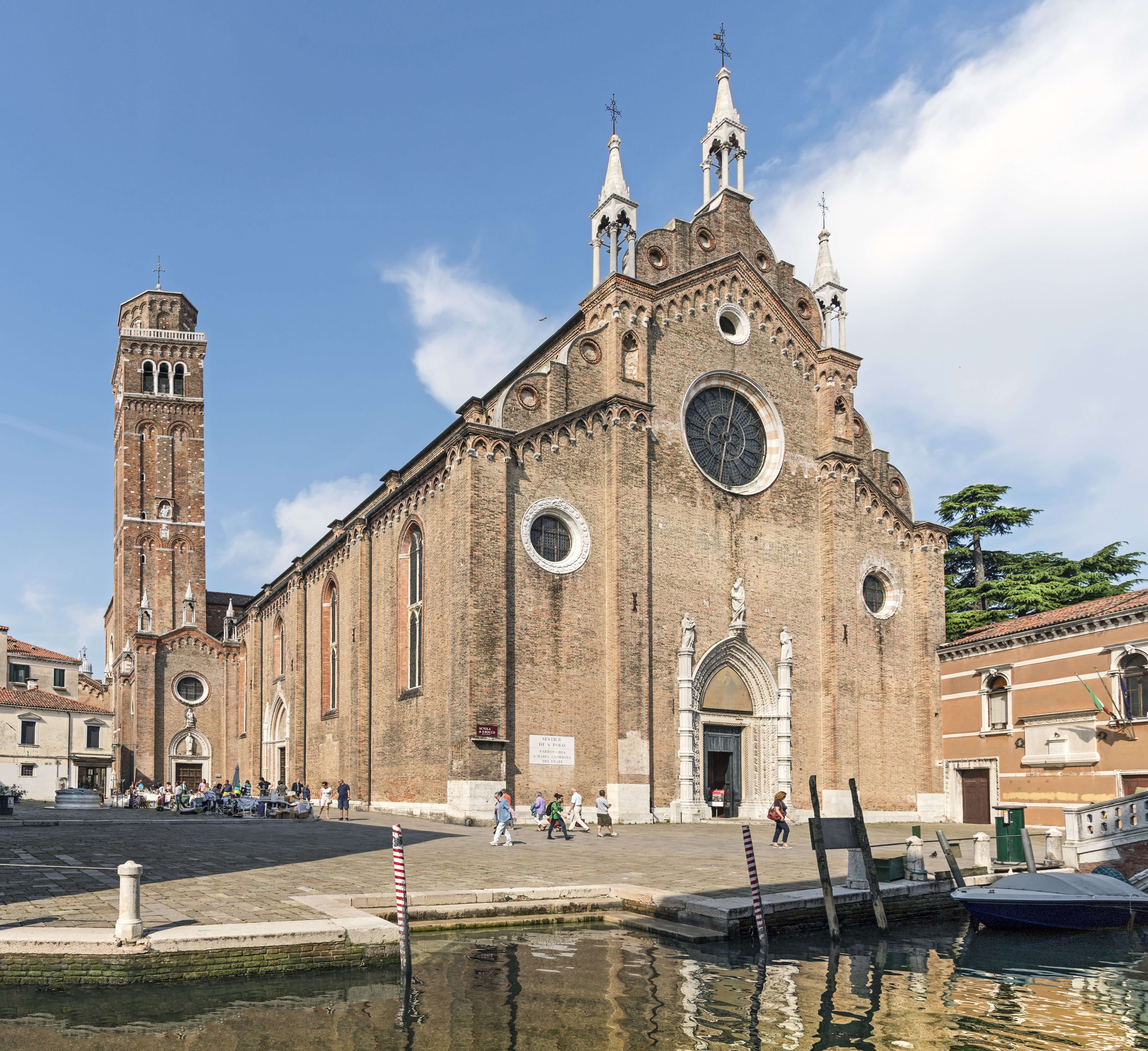
Eglise des Frari